# مايكل إروش
مايكل إروش (من مواليد 24 يناير 1984) هو لاعب كرة قدم محترف سابق ومدرب كرة قدم حالي. وهو مدرب كرة القدم للرجال في جامعة ولاية كاليفورنيا - لوس أنجلوس.